# Ejército Antijaponés para la Salvación del País
El Ejército Antijaponés para la Salvación del País era un ejército de voluntarios dirigido por Li Hai-ching que se resistía a la pacificación de Manchukuo. Tenía alrededor de 10.000 soldados guerrilleros adscritos, y equipados con artillería ligera y numerosas ametralladoras. Operaban en el sur de Kirin, ahora provincia de Heilongjiang. Li estableció su cuartel general en Fuyu y tenía el control del territorio alrededor de allí y hacia el sur hasta Nungan.